# Toleman TG181
Chronologie des modèles (1981)
Aucun Toleman TG181B
La Toleman TG181 est la première monoplace de Formule 1 engagée par l'écurie britannique Toleman, dans le cadre de la saison 1981 de Formule 1. Conçue par l'ingénieur sud-africain Rory Byrne, elle est pilotée par les Britanniques Brian Henton, qui fait son retour dans la discipline, et Derek Warwick, qui effectue sa première saison. La TG181 est équipée de pneumatiques Pirelli et d'un moteur turbocompressé Hart, qui font également leurs débuts en Formule 1.

## Historique
Toleman, engagée en Formule 2 depuis 1978, fait son entrée en Formule 1 au Grand Prix de Saint-Marin 1981, quatrième manche de la saison, avec Brian Henton et Derek Warwick, pilotes de l'écurie en Formule 2. Lors de ce premier engagement, Warwick réalise le vingt-neuvième temps des qualifications à 8,6 secondes du temps de la pole position de Gilles Villeneuve et à 4,1 secondes du Suédois Slim Borgudd, vingt-quatrième et dernier qualifié. Brian Henton signe quant à lui le trentième et dernier temps de la séance, à 6,8 secondes de son coéquipier. Aucune Toleman n'est donc qualifiée pour la course. 
En Belgique, Warwick et Henton, vingt-neuvième et trentième temps des qualifications, tournent près de quatre secondes plus lentement que les autres monoplaces non qualifiées. 
À Monaco, où la grille est limitée à vingt places, Henton et Warwick échouent lors des pré-qualifications, tournant respectivement à 11,8 et 16,2 secondes plus lentement que Nelson Piquet, auteur de la pole position.
Il faut attendre la treizième manche de la saison, disputée en Italie, pour que Brian Henton se qualifie pour la course : auteur du vingt-troisième et avant-dernier temps qualificatif, à 4,5 secondes de René Arnoux, il bat de 1,4 seconde son coéquipier, qui a obtenu le vingt-septième temps. En course, Henton reste à l'arrière du peloton, mais profite des nombreux abandons pour terminer dixième et dernier, à trois tours du vainqueur Alain Prost,.
La TG181 rentre dans le rang dès la manche suivante, au Canada, où Henton ne signe que le vingt-septième temps à 2,8 secondes d'Eliseo Salazar, vingt-quatrième et dernier qualifié, alors que Warwick est vingt-neuvième à trois dixièmes de son coéquipier.
Lors de la dernière manche, disputée à Las Vegas, si Henton, auteur du vingt-neuvième temps des qualifications à, échoue une nouvelle fois à se qualifier, Warwick le devance de près d'une seconde et demi, obtenant ainsi le vingt-deuxième temps qualificatif. En course, le Britannique ne devance qu'Andrea De Cesaris et Eliseo Salazar, et abandonne au bout de quarante-trois tours à la suite d'un problème de boite de vitesses,.

## Résultats en championnat du monde de Formule 1
| Saison | Écurie                   | Moteur    | Pneus   | Pilotes       | Courses | Courses | Courses | Courses | Courses | Courses | Courses | Courses | Courses | Courses | Courses | Courses | Courses | Courses | Courses | Points inscrits | Classement |
| Saison | Écurie                   | Moteur    | Pneus   | Pilotes       | 1       | 2       | 3       | 4       | 5       | 6       | 7       | 8       | 9       | 10      | 11      | 12      | 13      | 14      | 15      | Points inscrits | Classement |
| ------ | ------------------------ | --------- | ------- | ------------- | ------- | ------- | ------- | ------- | ------- | ------- | ------- | ------- | ------- | ------- | ------- | ------- | ------- | ------- | ------- | --------------- | ---------- |
| 1981   | Candy Toleman Motorsport | Hart 415T | Pirelli |               | EUO     | BRÉ     | ARG     | SMR     | BEL     | MON     | ESP     | FRA     | GBR     | ALL     | AUT     | P-B     | ITA     | CAN     | LVE     | 0               | 17e        |
| 1981   | Candy Toleman Motorsport | Hart 415T | Pirelli | Brian Henton  |         |         |         | Nq      | Nq      | Npq     | Nq      | Nq      | Nq      | Nq      | Nq      | Nq      | 10e     | Nq      | Nq      | 0               | 17e        |
| 1981   | Candy Toleman Motorsport | Hart 415T | Pirelli | Derek Warwick |         |         |         | Nq      | Nq      | Npq     | Nq      | Nq      | Nq      | Nq      | Nq      | Nq      | Nq      | Nq      | Abd     | 0               | 17e        |

Légende : ici